# Universidad Católica De La Santísima Concepción
L'Universidad Católica De La Santísima Concepción (sigla UCSC) è un'università privato-statale cilena con sede a Concepción.

## Storia
L'Universidad Católica De La Santísima Concepción è stata fondata nel 1991.